# Cot Gapu
Cot Gapu är en kulle i Indonesien.   Den ligger i provinsen Aceh, i den västra delen av landet, 1 800 km nordväst om huvudstaden Jakarta. Toppen på Cot Gapu är 148 meter över havet.
Terrängen runt Cot Gapu är kuperad åt nordost, men åt sydväst är den platt. Havet är nära Cot Gapu åt nordväst.Runt Cot Gapu är det tätbefolkat, med 257 invånare per kvadratkilometer. Närmaste större samhälle är Banda Aceh, 12,3 km väster om Cot Gapu. Omgivningarna runt Cot Gapu är en mosaik av jordbruksmark och naturlig växtlighet.